# Croton subfragilis
Croton subfragilis är en törelväxtart som beskrevs av Johannes Müller Argoviensis. Croton subfragilis ingår i släktet Croton och familjen törelväxter. Inga underarter finns listade i Catalogue of Life.